# Topaz-zonnepark
Het Topaz-zonnepark (Engels: Topaz Solar Farm) is een energiecentrale met een piekvermogen van 550 megawatt, die gebouwd wordt in San Luis Obispo County, Californië. Men begon in november 2011 met de bouw; sinds februari 2013 levert het park energie aan het hoogspanningsnet en in november het jaar daar op was de bouw afgerond. In 2014 was het park het grootste fotovoltaïsche zonnepark ter wereld, op de voet gevolgd door het ook in Californië gelegen Desert Sunlight-zonnepark. 
Het park kost ongeveer 2,5 miljard dollar (2 miljard euro) en maakt gebruik van 9 miljoen dunnefilmzonnecellen, gebaseerd op cadmiumtelluride. De jaarlijkse energieproductie moet 1096 GWh gaan bedragen. Het zonnepark neemt een oppervlakte in van 25 km². De zonnecellen worden geproduceerd door het bedrijf First Solar. Het park zou een uitstoot van CO2 moeten voorkomen van 377.000 ton.

## Elektriciteitsproductie
| Jaar   | jan    | feb    | mrt    | apr    | mei    | jun     | jul     | aug     | sep     | okt    | nov    | dec    | Totaal    |
| ------ | ------ | ------ | ------ | ------ | ------ | ------- | ------- | ------- | ------- | ------ | ------ | ------ | --------- |
| 2013   |        | 239    | 24.499 | 18.660 | 31.026 | 40.465  | 47.772  | 58.441  | 53.196  | 47.407 | 39.423 | 40.180 | 401.308   |
| 2014   | 38.484 | 36.044 | 72.444 | 87.330 | 97.239 | 109.860 | 106.256 | 119.100 | 119.484 |        |        |        | 786.241   |
| Totaal | Totaal | Totaal | Totaal | Totaal | Totaal | Totaal  | Totaal  | Totaal  | Totaal  | Totaal | Totaal | Totaal | 1.187.549 |